# Tadeusz Trepkowski

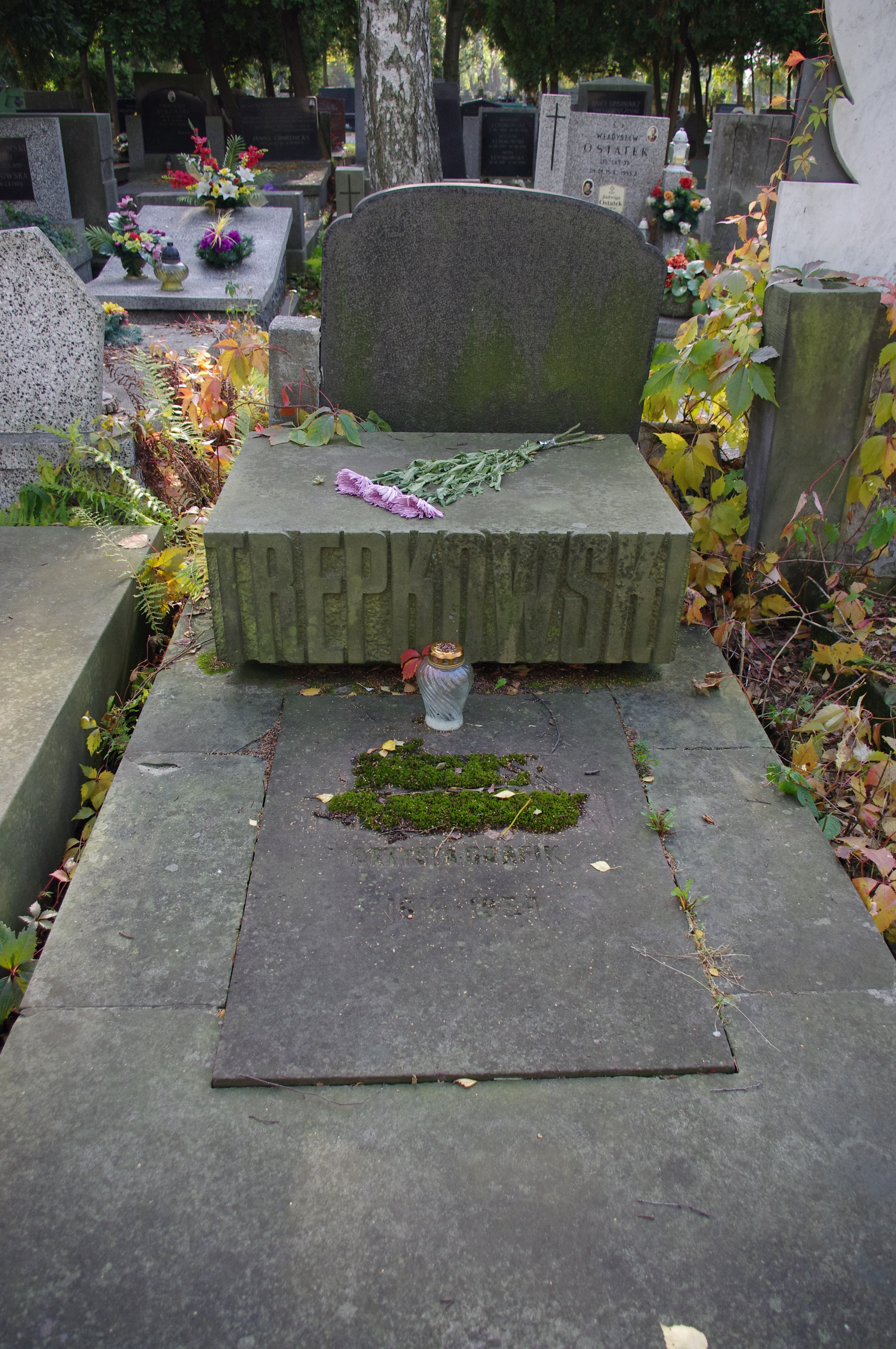
Grób Tadeusza Trepkowskiego na cmentarzu Wojskowym na Powązkach w Warszawie

Tadeusz Trepkowski (ur. 5 stycznia 1914 w Warszawie, zm. 30 grudnia 1954 tamże) – polski plakacista, Należał do nestorów polskiej szkoły plakatu. Okazjonalnie projektował znaczki pocztowe.

## Życiorys
Urodził się w rodzinie Stanisława i Marii z Jarzębskich. Ukończył Gimnazjum im. Stanisława Staszica w Warszawie. W dziedzinie sztuk pięknych był samoukiem. Zaledwie przez kilka miesięcy uczęszczał do Miejskiej Szkoły Sztuk Zdobniczych i Malarstwa.
Pierwszy projekt wykonał w wieku 16 lat. W 1933 wspólnie z Markiem Żuławskim założył pracownię graficzną „Atelier 33”. W tym samym roku otrzymał nagrodę w konkursie na plakat dla Pocztowej Kasy Oszczędności, w 1935 – za plakat dla browaru Tychy, a w 1937 – Grand Prix na Międzynarodowej Wystawie w Paryżu za plakat Ostrożnie. Nie należał do żadnego kręgu artystycznego, ale w wielu pracach wykorzystywał techniki warsztatowe stosowane przez ugrupowania plastyków działające w Warszawie. Od 1936 projektował dla Instytutu Spraw Społecznych. Tworzone wówczas plakaty miały charakter edukacyjny, dotyczący bezpieczeństwa i higieny pracy.
Podczas okupacji niemieckiej zawiesił działalność projektową. Pracował wówczas w składzie węgla. Jednakże już w 1945 wykonał cykl plakatów politycznych dla wydziału propagandy Głównego Zarządu Polityczno-Wychowawczego Wojska Polskiego. Projektował też plakaty dla Ministerstwa Kolei (jego ojciec sprawował tam kierownicze stanowisko) oraz na zlecenia firm farmaceutycznych i chemicznych.
W latach 1946–1947 był korespondentem „Głosu Ludu” na procesie norymberskim. W 1951 przez krótki okres pełnił funkcję kierownika artystycznego w redakcji tygodnika ilustrowanego „Świat”.
Większość jego plakatów powstała w Polsce Ludowej. Choć starał się dochować wierności własnej estetyce, jego twórczość pod względem wyrazu nie kolidowała z robotniczo–chłopskim duchem czasu. Mimo to w ostatnich latach życia był krytykowany za odstępstwa od zasad socrealizmu.
Zmarł nagle na zawał serca w wieku zaledwie 40. lat. Spoczął na cmentarzu Wojskowym na Powązkach (kwatera B2-7-5).

### Małżeństwo
30 kwietnia 1934 poślubił Barbarę z Raczyńskich.

## Twórczość
Jan Lenica: Odrzuca wszystko, co niepotrzebnie może rozproszyć uwagę widza, skupia się bez reszty na odzieraniu rzeczownika z przymiotników, czasowników, przysłówków i spójników.

Jego dzieła wyróżniały się szczególną zwięzłością. Ograniczały się do wyrazistych symboli i zredukowanego do niezbędnego minimum tekstu. Projektował plakaty polityczne, społeczne (BHP), filmowe (m.in. do obrazu Ostatni etap Wandy Jakubowskiej, sportowe itp. Zajmował się też wystawiennictwem i grafiką prasową.
Najsłynniejszym jego dziełem jest antywojenny plakat Nie!. Praca powstała w 1952 z okazji wiedeńskiego Kongresu Narodów w Obronie Pokoju. 

### Wybrane prace
Plakaty
- Pocztowa Kasa Oszczędności, 1933
- Zgnieciemy szkodników, 1945
- Poborowi do szeregu, 1945
- Grunwald 1410 – Berlin 1945
- Po walce – praca, 1945
- PPS, 1946 – projekt
- Ostatni etap, 1947
- Congrès mondial des intellectuels pour la paix, 1948
- Moje uniwersytety, 1948
- Chwała wyzwolicielom, 1949
- Festiwal Sztuk Radzieckich, 1949
- Bitwa stalingradzka • Część I, 1951
- Bitwa stalingradzka • Część II
- Ogólnopolska wystawa plastyki, 1951
- Nie!, 1952
- Warszawa, 1952
- 1 Maj
- Międzynarodowe Targi Poznańskie, 1954
- II Festiwal Muzyki Polskiej, 1954
- V Międzynarodowy Konkurs im. Fryderyka Chopina • Polska 22 Luty – 21 marca 1955 Warszawa, 1955 – wyd. pośmiertnie
- II Międzynarodowe Igrzyska Młodzieży 1–14 sierpnia 1955 • Warszawa, 1955 – wyd. pośmiertnie

Znaczki pocztowe
- Wydanie z dopłatą na rzecz walki a gruźlicą (seria, nry kat. 485–486, 488), 1949
- Walka o pokój (seria), 1950
- 10. rocznica wyzwolenia Warszawy (seria, nr kat. 758), 1955 – wyd. pośmiertnie
- Czterdziesta rocznica Rewolucji Październikowej (seria, nr kat. 886), 1957 – wyd. pośmiertnie

## Ordery i odznaczenia
- Złoty Krzyż Zasługi, 22 lipca 1953[7]
- Krzyż Kawalerski Orderu Odrodzenia Polski, 15 lipca 1954[8]
- Medal 10-lecia Polski Ludowej, 19 stycznia 1955[9]

## Upamiętnienie
- W 1955 Wydawnictwo Artystyczno-Graficzne ustanowiło coroczną Nagrodę im. Tadeusza Trepkowskiego, przeznaczoną dla młodych grafików.
- w 1958 Jan Lenica opublikował monografię  pt. Plakat Tadeusza Trepkowskiego, która ukazała się nakładem Wydawnictwa Artystyczno-Graficznego RSW „Prasa”.
- Jego plakat Grunwald 1410 – Berlin 1945 otwierał wystawę stu najlepszych plakatów z lat 1944–1984, zorganizowaną w poznańskim Biurze Wystaw Artystycznych w 1985[10].
- W 1985 Muzeum Plakatu w Wilanowie zorganizowało ekspozycję jubileuszową pn. „Pamięci Tadeusza Trepkowskiego • W trzydziestą rocznicę śmierci artysty”. Jednocześnie został wydany plakat wystawowy autorstwa Wiktora Sadowskiego.